# 2025년 4월
| 2025년: 1월 · 2월 · 3월 · 4월 · 5월 · 6월 · 7월 · 8월 · 9월 · 10월 · 11월 · 12월 |

| \| 2025년 4월 1일 (화요일) \| \| 편집 \| |  |      |
|                                          |  |      |
| 2025년 4월 1일 (화요일)                  |  | 편집 |

| 2025년 4월 1일 (화요일) |  | 편집 |

| \| 2025년 4월 2일 (수요일) \| \| 편집 \| |  |      |
|                                          |  |      |
| 2025년 4월 2일 (수요일)                  |  | 편집 |

| 2025년 4월 2일 (수요일) |  | 편집 |

| \| 2025년 4월 3일 (목요일) \| \| 편집 \| |  |      |
|                                          |  |      |
| 2025년 4월 3일 (목요일)                  |  | 편집 |

| 2025년 4월 3일 (목요일) |  | 편집 |

| \| 2025년 4월 4일 (금요일) \| \| 편집 \| |  |      |
| 법과 범죄 - 윤석열 대통령 탄핵소추 - 윤석열 대통령이 대한민국 대통령직에서 파면되었다. 헌법재판소에서 8:0의 만장일치 결정으로 대통령직을 잃었다. |  |      |
| 2025년 4월 4일 (금요일) |  | 편집 |

| 2025년 4월 4일 (금요일) |  | 편집 |

| \| 2025년 4월 5일 (토요일) \| \| 편집 \| |  |      |
|                                          |  |      |
| 2025년 4월 5일 (토요일)                  |  | 편집 |

| 2025년 4월 5일 (토요일) |  | 편집 |

| \| 2025년 4월 6일 (일요일) \| \| 편집 \| |  |      |
|                                          |  |      |
| 2025년 4월 6일 (일요일)                  |  | 편집 |

| 2025년 4월 6일 (일요일) |  | 편집 |

| \| 2025년 4월 7일 (월요일) \| \| 편집 \| |  |      |
|                                          |  |      |
| 2025년 4월 7일 (월요일)                  |  | 편집 |

| 2025년 4월 7일 (월요일) |  | 편집 |

| \| 2025년 4월 8일 (화요일) \| \| 편집 \| |  |      |
| 사고와 재해 - 도미니카 공화국의 산토도밍고에 있는 제트셋 나이트 클럽 지붕이 붕괴하는 제트셋 나이트클럽 지붕 붕괴 사고가 일어나 231명이 사망하였다. |  |      |
| 2025년 4월 8일 (화요일) |  | 편집 |

| 2025년 4월 8일 (화요일) |  | 편집 |

| \| 2025년 4월 9일 (수요일) \| \| 편집 \| |  |      |
|                                          |  |      |
| 2025년 4월 9일 (수요일)                  |  | 편집 |

| 2025년 4월 9일 (수요일) |  | 편집 |

| \| 2025년 4월 10일 (목요일) \| \| 편집 \| |  |      |
| 사회 - 제주 4·3 사건 관련 기록물과 대한민국의 산림녹화 기록물이 유네스코 세계기록유산에 등재되었다. 국제 관계 - 대한민국과 시리아 과도정부의 외교장관이 관계수립 공동성명을 발표하고 공식적으로 수교했다. |  |      |
| 2025년 4월 10일 (목요일) |  | 편집 |

| 2025년 4월 10일 (목요일) |  | 편집 |

| \| 2025년 4월 11일 (금요일) \| \| 편집 \| |  |      |
|                                           |  |      |
| 2025년 4월 11일 (금요일)                  |  | 편집 |

| 2025년 4월 11일 (금요일) |  | 편집 |

| \| 2025년 4월 12일 (토요일) \| \| 편집 \| |  |      |
|                                           |  |      |
| 2025년 4월 12일 (토요일)                  |  | 편집 |

| 2025년 4월 12일 (토요일) |  | 편집 |

| \| 2025년 4월 13일 (일요일) \| \| 편집 \| |  |      |
|                                           |  |      |
| 2025년 4월 13일 (일요일)                  |  | 편집 |

| 2025년 4월 13일 (일요일) |  | 편집 |

| \| 2025년 4월 14일 (월요일) \| \| 편집 \| |  |      |
|                                           |  |      |
| 2025년 4월 14일 (월요일)                  |  | 편집 |

| 2025년 4월 14일 (월요일) |  | 편집 |

| \| 2025년 4월 15일 (화요일) \| \| 편집 \| |  |      |
|                                           |  |      |
| 2025년 4월 15일 (화요일)                  |  | 편집 |

| 2025년 4월 15일 (화요일) |  | 편집 |

| \| 2025년 4월 16일 (수요일) \| \| 편집 \| |  |      |
|                                           |  |      |
| 2025년 4월 16일 (수요일)                  |  | 편집 |

| 2025년 4월 16일 (수요일) |  | 편집 |

| \| 2025년 4월 17일 (목요일) \| \| 편집 \|                                   |  |      |
| 문화와 예술 - 유튜브 채널 김프로가 대한민국 최초로 구독자 1억명을 달성했다. |  |      |
| 2025년 4월 17일 (목요일)                                                    |  | 편집 |

| 2025년 4월 17일 (목요일) |  | 편집 |

| \| 2025년 4월 18일 (금요일) \| \| 편집 \| |  |      |
|                                           |  |      |
| 2025년 4월 18일 (금요일)                  |  | 편집 |

| 2025년 4월 18일 (금요일) |  | 편집 |

| \| 2025년 4월 19일 (토요일) \| \| 편집 \| |  |      |
|                                           |  |      |
| 2025년 4월 19일 (토요일)                  |  | 편집 |

| 2025년 4월 19일 (토요일) |  | 편집 |

| \| 2025년 4월 20일 (일요일) \| \| 편집 \| |  |      |
|                                           |  |      |
| 2025년 4월 20일 (일요일)                  |  | 편집 |

| 2025년 4월 20일 (일요일) |  | 편집 |

| \| 2025년 4월 21일 (월요일) \| \| 편집 \| |  |      |
| 국제 관계 - 프란치스코 교황이 선종하였다. |  |      |
| 2025년 4월 21일 (월요일)                  |  | 편집 |

| 2025년 4월 21일 (월요일) |  | 편집 |

| \| 2025년 4월 22일 (화요일) \| \| 편집 \| |  |      |
| 무력 충돌과 공격 - 2025년 카슈미르 테러: 인도 잠무 카슈미르 파할감 근처 계곡에서 테러단체의 총기 난사 공격으로 28명이 사망하고 20명 이상이 부상당했다. 사고와 재해 - 2025년 SK텔레콤 유심 정보 유출 사고: SK텔레콤의 서버(내부 전산망)에서 해커가 침입해 고객 2,500만 명의 정보가 노출된 것으로 알려졌다. |  |      |
| 2025년 4월 22일 (화요일) |  | 편집 |

| 2025년 4월 22일 (화요일) |  | 편집 |

| \| 2025년 4월 23일 (수요일) \| \| 편집 \| |  |      |
|                                           |  |      |
| 2025년 4월 23일 (수요일)                  |  | 편집 |

| 2025년 4월 23일 (수요일) |  | 편집 |

| \| 2025년 4월 24일 (목요일) \| \| 편집 \| |  |      |
| 무력 충돌과 공격 - 2025년 인도-파키스탄 위기: 인도는 카슈미르에서 총격테러로 관광객 26명이 사망한 사건에 관련하여 테러 배후로 파키스탄을 지목하였다. |  |      |
| 2025년 4월 24일 (목요일) |  | 편집 |

| 2025년 4월 24일 (목요일) |  | 편집 |

| \| 2025년 4월 25일 (금요일) \| \| 편집 \|                                                                             |  |      |
| 사고와 재해 - 이란 샤히드 라자이 항구 폭발 사고 - 이란 반다르아바스 인근 샤히드 라자이 항구에서 폭발 사고가 일어났다. |  |      |
| 2025년 4월 25일 (금요일)                                                                                              |  | 편집 |

| 2025년 4월 25일 (금요일) |  | 편집 |

| \| 2025년 4월 26일 (토요일) \| \| 편집 \|                                                                                |  |      |
| 법과 범죄 - 캐나다 브리티시컬럼비아주 밴쿠버에 차량 돌진 공격이 발생하여 11명 이상이 사망하고 32명 이상이 부상을 입었다. |  |      |
| 2025년 4월 26일 (토요일)                                                                                                 |  | 편집 |

| 2025년 4월 26일 (토요일) |  | 편집 |

| \| 2025년 4월 27일 (일요일) \| \| 편집 \| |  |      |
|                                           |  |      |
| 2025년 4월 27일 (일요일)                  |  | 편집 |

| 2025년 4월 27일 (일요일) |  | 편집 |

| \| 2025년 4월 28일 (월요일) \| \| 편집 \| |  |      |
| 사고와 재해 - 2025년 대구 북구 산불: 대구광역시 북구 무태조야동, 노곡동에서 산불이 발생했다. 산불 확산에 따라 국가소방동원령이 발령되었다. - 2025년 이베리아반도 정전: 스페인, 포르투갈 등 유럽 각국에서 원인을 알 수 없는 대규모 정전이 발생했다. |  |      |
| 2025년 4월 28일 (월요일) |  | 편집 |

| 2025년 4월 28일 (월요일) |  | 편집 |

| \| 2025년 4월 29일 (화요일) \| \| 편집 \|                                                                          |  |      |
| 정치와 선거 - 2025년 캐나다 연방 선거: 캐나다에서는 마크 카니 총리가 이끄는 자유당이 에서 4번째 연임을 성공하였다. |  |      |
| 2025년 4월 29일 (화요일)                                                                                           |  | 편집 |

| 2025년 4월 29일 (화요일) |  | 편집 |

| \| 2025년 4월 30일 (수요일) \| \| 편집 \| |  |      |
|                                           |  |      |
| 2025년 4월 30일 (수요일)                  |  | 편집 |

| 2025년 4월 30일 (수요일) |  | 편집 |

| <          | 2025년 4월  | 2025년 4월 | 2025년 4월 | 2025년 4월 | 2025년 4월 | >          |
| 일         | 월          | 화         | 수         | 목         | 금         | 토         |
|            |             | 1 3.4 경자 | 2 5 신축   | 3 6 임인   | 4 7 계묘   | 5 8 갑진   |
| 6 9 을사   | 7 10 병오   | 8 11 정미  | 9 12 무신  | 10 13 기유 | 11 14 경술 | 12 15 신해 |
| 13 16 임자 | 14 17 계축  | 15 18 갑인 | 16 19 을묘 | 17 20 병진 | 18 21 정사 | 19 22 무오 |
| 20 23 기미 | 21 24 경신  | 22 25 신유 | 23 26 임술 | 24 27 계해 | 25 28 갑자 | 26 29 을축 |
| 27 30 병인 | 28 4.1 정묘 | 29 2 무진  | 30 3 기사  |            |            |            |

| 편집하기 |